# Ace Drummond
Ace Drummond war ein von Eddie Rickenbacker und Clayton Knight gezeichneter Comic Strip.
Zwischen 1933 und 1939 wurden die Episoden als Sonntagsbeilage in verschiedenen Zeitungen von King Features Syndicate publiziert.
Die Comics handeln von dem Piloten Ace Drummond, welcher auf der ganzen Welt verschiedene Abenteuer erlebt.

## Serial-Verfilmung
1936 entstand ein 13-teiliges Serial mit John King als Ace Drummond in der Hauptrolle. Jede Folge ist etwa 20 Minuten lang. Das Serial erhielt positive Kritiken, Ace Drummond „verbinde die futuristische Aura von Flash Gordon mit der unheimlichen Mystery von Baron Frankensteins Schlosslaboratorium.“ Inzwischen steht das Serial als Public Domain zur Verfügung.

### Episodenliste
- Chapter 1 – Where East Meets West
- Chapter 2 – The Invisible Enemy
- Chapter 3 – The Doorway of Doom
- Chapter 4 – The Radio Riddle
- Chapter 5 – Bullets of Sand
- Chapter 6 – Evil Spirits
- Chapter 7 – The Trackless Trail
- Chapter 8 – The Sign in the Sky
- Chapter 9 – Secret Service
- Chapter 10 – The Mountain of Jade
- Chapter 11 – The Dragon Commands
- Chapter 12 – The Squadron of Death
- Chapter 13 – The World’s Akin

### Handlung
In der Mongolei wird erstmals kommerzieller internationaler Flugverkehr abgewickelt, doch es kommt zu einer Serie mysteriöser Flugzeugabstürze. Eine Bande, die von einem Mann, der sich nur der Drache nennt, angeführt wird will verhindern, dass die Mongolei an den Flugverkehr angeschlossen wird. Die Bande erhält ihre Befehle ausschließlich per „Funk“ über rotierende Objekte wie Ventilatoren, Propeller oder Gebetsräder. Jede Meldung des Drachen wird mit The Dragon commands! beendet.

#### Chapter 1
Das Fliegerass Ace Drummond aus Washington, D.C. wird von der amerikanisch-mongolischen Fluggesellschaft International Airways beauftragt, diesen Vorfällen auf den Grund zu gehen. Doch auch das Flugzeug, in welchem Ace Passagier ist, wird auf dem Weg in die Mongolei attackiert. Die Piloten erhalten Stromschläge über ihre Kopfhörer, einer stirbt und der andere wird verletzt. Der Kopilot kann die Maschine am internationalen Flughafen Bai-Tal notlanden.
Ace Drummond sieht in der Nähe ein Flugzeug landen. Er springt mit dem Fallschirm ab und trifft am Boden auf zwei Männer, die sich als die Archäologen Bauer und Wyckoff vorstellen, die nach dem verlorenen Grab von Dschingis Khan suchen. Aus ihrer Gewalt befreit Ace eine blonde Frau namens Peggy Trainor und will sie zum Flughafen bringen. Als beide mit der Propellermaschine der Archäologen fliehen, wird diese auf Befehl des Drachen von einer Art Abwehrstrahl beschossen und stürzt gegen eine Mauer.

#### Chapter 2
Beide überleben den Absturz unverletzt, werden jedoch am Boden von Schergen mit Säbeln attackiert. Ace kann die einige abwehren, doch sind es zu viele Angreifer. Erst das Eingreifen eines respektierten buddhistischen Lamas rettet ihnen das Leben.
Peggy entpuppt sich als Tochter eines Wissenschaftlers, welcher vom Drachen entführt wurde. Sie erkennt die Uhr ihres Vaters wieder, welche Jerry zuvor im Hong-Chong-Tal in den Bergen gefunden hat.
Jerry setzt Ace in der Nähe eines im Tal befindlichen Tempels (Halle des toten Königs) ab und lenkt die Wachen ab. Unter dem Tempel befindet sich ein Kerker, in der der Wissenschaftler gefangen gehalten wird. Bauer fordert von Trainor, ihm den Ort eines reich mit Jade gefüllten Berges zu verraten. Ace entdeckt den Wissenschaftler jedoch nicht.
Ace nimmt einen Handlanger gefangen und Jerry bringt ihn zum Flughafen. Ace lenkt derweil die Aufmerksamkeit der Luftwaffe des Drachens auf sich. Seine Maschine wird von mehreren Abfangjägern attackiert. Ace schaltet einige der Flugzeuge mit einem Jagdgewehr aus, doch dann stürzt er ab.

#### Chapter 3
Eine der angreifenden Maschinen landet, um Aces Tod zu bestätigen. Ace kann den Piloten überwältigen und will ihn zwingen, der Rotte zu folgen. Doch der Pilot sendet während des Fluges ein Rauchsignal und flieht per Fallschirm. Ace kann der Rotte nur mit Not zum Flughafen entkommen.
Ace will ein gefangenes Mitglied der Drachenbande namens Lotan verhören, doch der Spion Henry Kee lenkt die Männer ab und der Gefangene entkommt mit einem gestohlenen Auto. Ace und Jerry verfolgen das Auto zu einem Kloster. Dort wird Ace von dem Mann attackiert, doch kurz darauf fällt ein Schuss und Lotan ist tot. Die Mönche halten Ace für den Mörder und verfolgen ihn in eine Kammer, wo Ace sich verbarrikadiert. Dort teilt ihm der Drache über ein Gebetsrad mit, dass er nun seinen Zorn spüren wird. Die Rückwand des Raumes setzt sich in Bewegung und droht, Ace zu zerquetschen. Jerry wird von den Mönchen überwältigt.

#### Chapter 4
Ace blockiert die Mechanik mit einem Eisenrahmen. Der Lama befiehlt seinem Assistenten Kai-Chek, die Tür zu öffnen, welcher erwartet, Ace tot vorzufinden. Ace nimmt das Gebetsrad, welches der Signalübermittlung dient, an sich. Die Waffe wird als jene von Henry Kee identifiziert. Dieser behauptet, die Waffe eine Woche zuvor an Dr. Bauer verkauft zu haben. Ace und Jerry fahren in Richtung von Bauers Camp. Kurz darauf wird das von Ace beschlagnahmte Gebetsrad aktiv: Die Stimme des Drachens fordert, dass der Wagen unbedingt gestoppt werden muss. Der Junge Billy, der alles mit angehört hat, folgt beiden mit dem Motorrad und kann sie warnen, bevor die Männer des Drachens aus einem Auto das Feuer eröffnen. Nach einer Verfolgungsjagd stürzt dieses eine Klippe hinunter und explodiert. Jerry fährt mit Billy zum Kloster, während Ace zu Bauers Camp fährt.
Bauer und Wyckoff behaupten, nichts von den Gegebenheiten zu wissen, doch Drummond findet Dr. Trainor und will ihn zum Flughafen bringen. Doch der Wagen wird aus der Luft angegriffen und von einer Bombe getroffen.

#### Chapter 5
In der Rückblende wird gezeigt, dass Trainor kurz vor der Explosion aus dem Wagen gesprungen war. Ace wühlt sich schließlich unverletzt aus dem Bombenkrater hervor. Trainor ist verschwunden und Bauer behauptet, der Drache hätte ihn entführt.
Zurück am Flughafen will Ace Kee überführen, da er glaubt, dieser wäre der Drache. Er schließt den Revolver im Save ein, um Kee danach überraschen zu können, wie dieser ihn entwendet. Doch Kee schickt zwei Handlanger, welche Ace austricksen.
Peggy und Billy fahren zu Bauers Camp, da sie dort Peggys Vater vermuten, und werden in der Blockhütte gefangen genommen. Billy entkommt durch den Schornstein, sitzt danach aber in einem Tongefäß in der Falle, welches anschließend von einem Sandstrahlgebläse gereinigt wird.

#### Chapter 6
Billy befreit Peggy aus der Blockhütte. Sie hat das Tagebuch ihres Vaters, doch dieses ist in chinesischen Buchstaben geschrieben. Auf dem Weg zurück hören sie mehrere Schüsse und finden den tödlich verletzten Dr. Bauer. Bevor dieser stirbt, sagt er den Namen von Henry Kee. Billy nimmt die Verfolgung der Schützen auf, doch diese entkommen.
Der mongolische Funker Johnny, welcher für Kee arbeitet, sagt ihnen, es wäre eine sehr alte Sprache, welche man im Kloster übersetzen lassen könne. Nachdem Ace nach einer weiteren Luftverfolgung dort angekommen ist, soll der Mönch Chang-Ho, welcher als letzter die Sprache beherrscht, die Einträge übersetzen. Doch er wird mit Gas betäubt und die Seite des Buches herausgerissen. Auch Ace verliert das Bewusstsein, als er Chang-Ho helfen will.

#### Chapter 7
Jerry findet den betäubten Chang-Ho, doch Ace ist verschwunden. Jerry findet eine versteckte Bodenklappe, welche zu einem Gang führt, der an einer Mauer des Klosters endet. Jerry geht zurück in Kammer, wo er auf Ace trifft. Dieser konnte den Dieb der Buchseite bis in die Stadt verfolgen. Der Dieb sendet eine Brieftaube mit der Buchseite in Richtung des Drachen. Bei einem Versteck in den Bergen warten dessen Männer. Trainor soll die Buchseite für sie übersetzen, doch er weigert sich. In einem ungesehenen Moment kann Trainor das Wasserrad blockieren, über welches die Männer des Drachen seine Befehle empfangen und versucht, zu entkommen.
Ace sieht, wie der Mann die Brieftaube startet. Er bringt den Korb mit weiteren Tauben an sich, welche ihm zum Versteck des Drachens führen sollen. In den Bergen finden Ace und Jerry einen versteckten Tunneleingang. Dort werden sie von den Männern des Drachens gestellt. Nach einer Schießerei explodieren Behälter mit Munition und der Tunnel stürzt ein.

#### Chapter 8
Ace und Jerry liefern sich eine Schießerei mit den Schergen des Drachen. Diese können Dr. Trainor zu Aces Flugzeug bringen und entkommen, während die beiden Piloten in den Bergen zurückbleiben. Ace hört über das Wasserrad einen Befehl des Drachens, ein weiteres Passagierflugzeug namens Queen of the Orient abstürzen zu lassen.
Am Flughafen bereitet man sich auf die Ankunft der Maschine vor. Peggy und Billy fahren in die Stadt, um Ace und Jerry zu suchen. Henry Kee warnt beide davor, ihr Leben nicht zu riskieren. Aus dem Flugzeugwrack (Episode 1) bergen beide eine Signalpistole und signalisieren Ace und Jerry den Weg zum Kloster. Obwohl der Drache eine weitere Falle vorbereitet hat, schaffen sie es zurück zum Flughafen. Ace befiehlt der Queen of the Orient, umzukehren. Im selben Augenblick attackiert der Drache den Flughafen mit seiner Strahlenkanone. Der Raum wird von einem Knall erschüttert und Ace geht zu Boden.

#### Chapter 9
In der Rückblende wird offensichtlich, dass Ace mit einem Gewehr auf das Funkgerät feuerte und von einem Querschläger getroffen wird. Jemand hatte es zuvor präpariert, damit der Drache mithören kann. Ace verdächtigt Johnny und bringt ihn in ins Gefängnis in die Stadt. Auf dem Weg dahin werden sie von Henry Kee gestoppt, welcher sich und Johnny als Agenten des „Mongolian Secret Service“ zu erkennen gibt.
Dr. Trainor entkommt aus seinem Verließ. Peggy hört den Befehl des Drachen, Trainor wieder einzufangen, mit und sie macht sich auf die Suche. Unterwegs wird sie von den Leuten des Drachens verfolgt. Peggy geht der Treibstoff aus und sie flüchtet zu Fuß in das Kloster. Als Ace dort eintrifft, finden sie den Lama bewusstlos vor. Er berichtet, dass ihn zwei Männer niedergeschlagen und Peggy entführt haben. Peggy wird in einen Raum gesperrt, wo ihr Vater sie findet. Ace kann das Gefängnis ausfindig machen und klettert auf das Dach des Gebäudes. Doch er wird von einem Schergen gestellt und angeschossen.

#### Chapter 10
Kai-Shek lässt Ace durch einige Handlanger gefangen nehmen und zum Kloster bringen. Der Pilot sieht einen Zipfel von Peggys Kleid aus einer Kiste ragen, in welcher beide davon getragen werden. Im Kloster angekommen, verlangt Ace vergeblich, zum Lama gebracht zu werden. Ace entkommt den Schergen Kai-Sheks über das Dach. Gegenüber den Schergen gibt sich inzwischen Wyckoff fälschlicherweise als der Drache aus, um ihnen Befehle erteilen zu können.
Das Fahrzeug von Ace und Kee wird von einem Flugzeug des Drachens mit Bomben attackiert und zerstört. Als die Angreifer landen, um die Leichen zu suchen, werden sie von Ace und Kee überwältigt, die den Wagen zuvor verlassen konnten.
Peggy und Dr. Trainor werden zur Halle des toten Königs gebracht. Hinter einer Statue befindet sich ein Geheimgang, durch welchen beide entkommen können, verfolgt von Wyckoff. Nach einer Schießerei gelangen Ace und Kee ebenfalls in die Höhlen. Als Ace sich an einer Liane über eine Schlucht schwingen will, reißt diese und Ace stürzt in die Tiefe.

#### Chapter 11
Die Liane bleibt an einem Stein hängen und Ace kann sich nach oben ziehen, aber Wyckoff ist mit Trainor und Peggy verschwunden. Nach einer weiteren Schießerei, bei welcher Kee getötet wird, entkommt Ace mit dem Flugzeug. Ace stellt Wyckoff in der Blockhütte und beide kämpfen miteinander. Wyckoff behält die Oberhand und flüchtet anschließend mit einem Flugzeug. Der Drache zerstört das Flugzeug mit seiner Strahlenkanone und tötet Wyckoff.
Peggy und der verletzte Trainor gelangen mit einer Kutsche zum Kloster, später treffen auch Ace und Jerry dort ein. Kai-Shek bedroht Trainor und will von ihm den Standort des Jade-Berges erfahren. Er hetzt die Dorfbewohner gegen die Amerikaner auf. Die Dorfbewohner stürmen das Kloster, schießen Jerry nieder und fallen über Ace her.